# Tan Aik Quan
Tan Aik Quan (* 27. Oktober 1990) ist ein malaysischer Badmintonspieler. 

## Karriere
Tan Aik Quan gewann bei den Malaysia International 2011 und dem Smiling Fish 2011 jeweils die Mixedkonkurrenz. Bei den Singapur International 2011 wurde er Dritter in dieser Disziplin. 2012 nahm er an den Badminton-Asienmeisterschaften teil. Des Weiteren startete er bei der Malaysia Super Series 2012 und der Singapur Super Series 2012.